# 石腆
石腆（1463年—？），字仲殷，福建漳浦縣人，明朝政治人物。同进士出身。

## 生平
弘治五年（1492年）壬子科福建鄉試第八十三名舉人，弘治十二年（1499年），石腆中式己未科會試第八十六名，三甲七十一名进士。弘治十八年（1505年）任南直隶松江府上海县知县。歷官廣東瓊州府同知。

## 家族
曾祖石福三；祖石孟良；父石端。母李氏。具庆下。兄石信。